# Rhyacophila orobica
Rhyacophila orobica är en nattsländeart som beskrevs av Moretti 1991. Rhyacophila orobica ingår i släktet Rhyacophila och familjen rovnattsländor. Inga underarter finns listade i Catalogue of Life.